# Meister der Ebner-Standbilder
Als Meister der Ebner-Standbilder wird ein Bildhauer bezeichnet, der im frühen 15. Jahrhundert in Nürnberg tätig war.
Der namentlich nicht bekannte Künstler erhielt seinen Notnamen nach den zwei Heiligenfiguren, die er für die Kirche St. Sebald in Nürnberg geschaffen hat. Die um 1417 entstandenen Figuren stellen den heiligen Antonius und die heilige Helena dar und tragen an ihren Konsolen jeweils das Wappen ihrer Stifter, der im Mittelalter in Nürnberg bedeutenden Patrizierfamilie der Ebner. Dem Meister können weiter keine Werke sicher zugewiesen werden, zusammen mit anderen zeitgleichen Figuren in St. Sebald ist der als etwas steif betrachtete Stil des Meisters ein Beispiel für den Stand der Bildhauerei und das Stifterwesen im Nürnberg des 15. Jahrhunderts.